# 長野寛史
長野 寛史（ながの ひろし、1982年〈昭和57年〉-)は、日本の医師(美容外科・整形外科)。2006年に東京慈恵会医科大学医学部を卒業し、亀田総合病院に入職。その後、東京慈恵会医科大学勤務を経て、2012年にTHE CLINICに入職。福岡院院長、東京院院長を経て、2016年にMods Clinic(モッズクリニック)を開院・院長に就任。VASER®4D Sculpt™、コンデンスリッチファット療法の認定資格を取得。

## 経歴
- 2006年：東京慈恵会医科大学医学部 卒業
- 2006年：亀田総合病院 入職
- 2008年：東京慈恵会医科大学 入職
- 2012年：THE CLINIC 入職
- 2013年：THE CLINI 福岡院 院長就任
- 2015年：THE CLINIC 東京院 院長就任
- 2016年：Mods Clinic開院

## 出演
- 脂肪吸引革命（幻冬舎）：書籍監修[1]
- ホンマでっか！？TV（フジテレビ）：整形の気になるギモン徹底解決SP(2019年7月17日 21:00～21:54)[2]
- 自費研online（株式会社エスエス・ファシリティーズ）：私の開業 ～「本物の美容外科とは」モッズクリニック 長野寛史先生～[3]
- KIREI（株式会社サルソニード）：記事監修[4]
- オトナのしゃべり場～TOKYO SECRET BASE～（interfm、2024年1月5日 - ）：常連客[5]

## 所属学会・団体
- 日本美容外科学会会員